# Bulbul
Bulbul (arab. بلبل) – miasto w Syrii, w muhafazie Aleppo. W 2004 roku liczyło 1742 mieszkańców.